# N’Gonga
N’Gonga ist eine Landgemeinde im Departement Boboye in Niger.

## Geographie

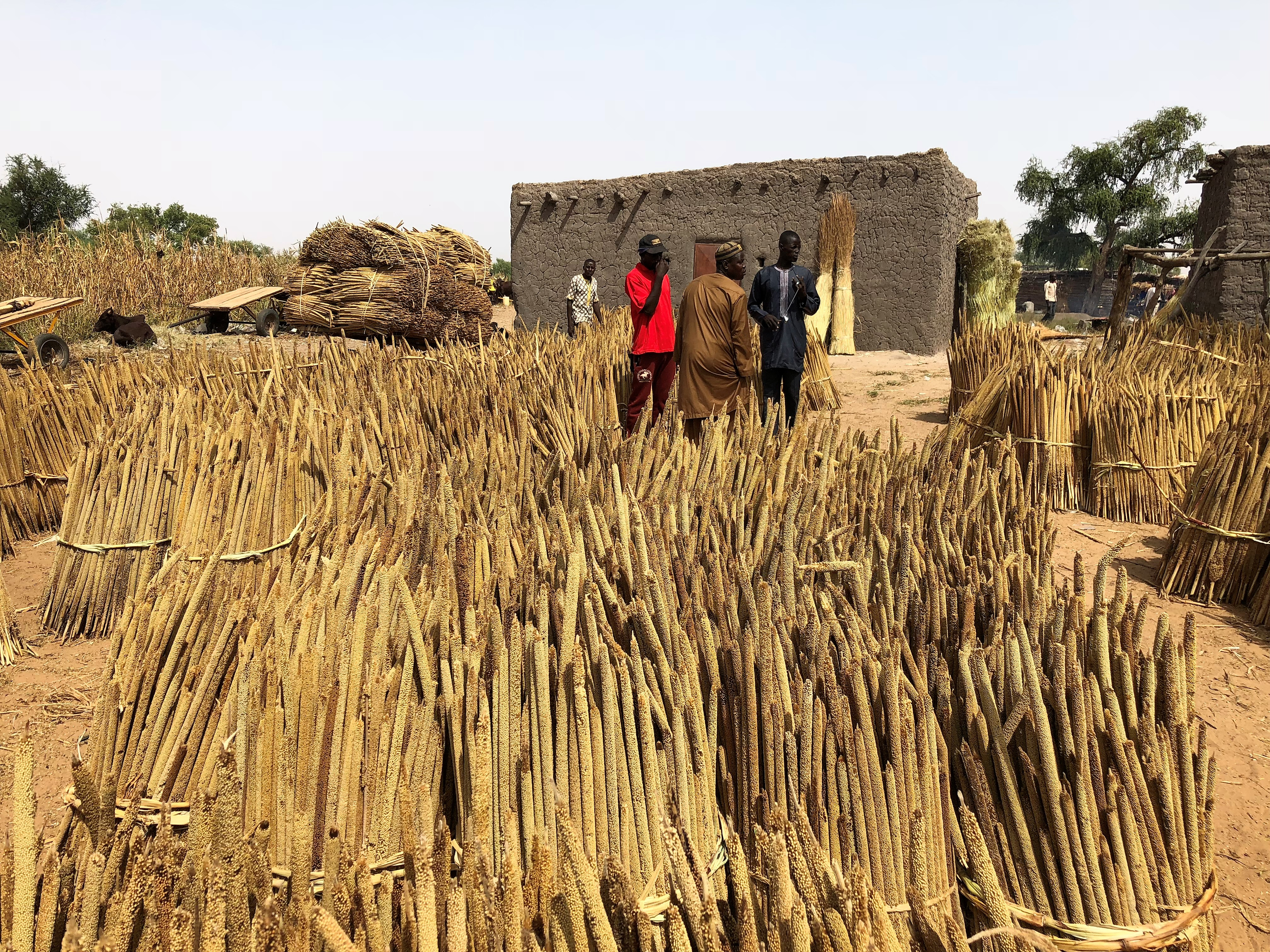
Verkauf von Hirse am Wochenmarkt in N’Gonga (2019)

N’Gonga liegt in der Großlandschaft Sudan am Trockental Dallol Bosso. Die Nachbargemeinden sind Harikanassou, Kiota und Kouré im Norden, Gollé im Osten, Birni N’Gaouré im Süden und Fakara im Westen. Bei den Siedlungen im Gemeindegebiet handelt es sich um 28 Dörfer, 45 Weiler und 12 Lager. Der Hauptort der Landgemeinde ist das Dorf N’Gonga.
In N’Gonga besteht ein hohes Risiko von Überschwemmungen.

## Geschichte
Die Landgemeinde N’Gonga entstand als Verwaltungseinheit 2002 im Zuge einer landesweiten Verwaltungsreform aus dem nördlichen Teil des Kanton Birni N’Gaouré/Boboye. Der staatliche Stromversorger NIGELEC elektrifizierte den Hauptort im Jahr 2018.

## Bevölkerung

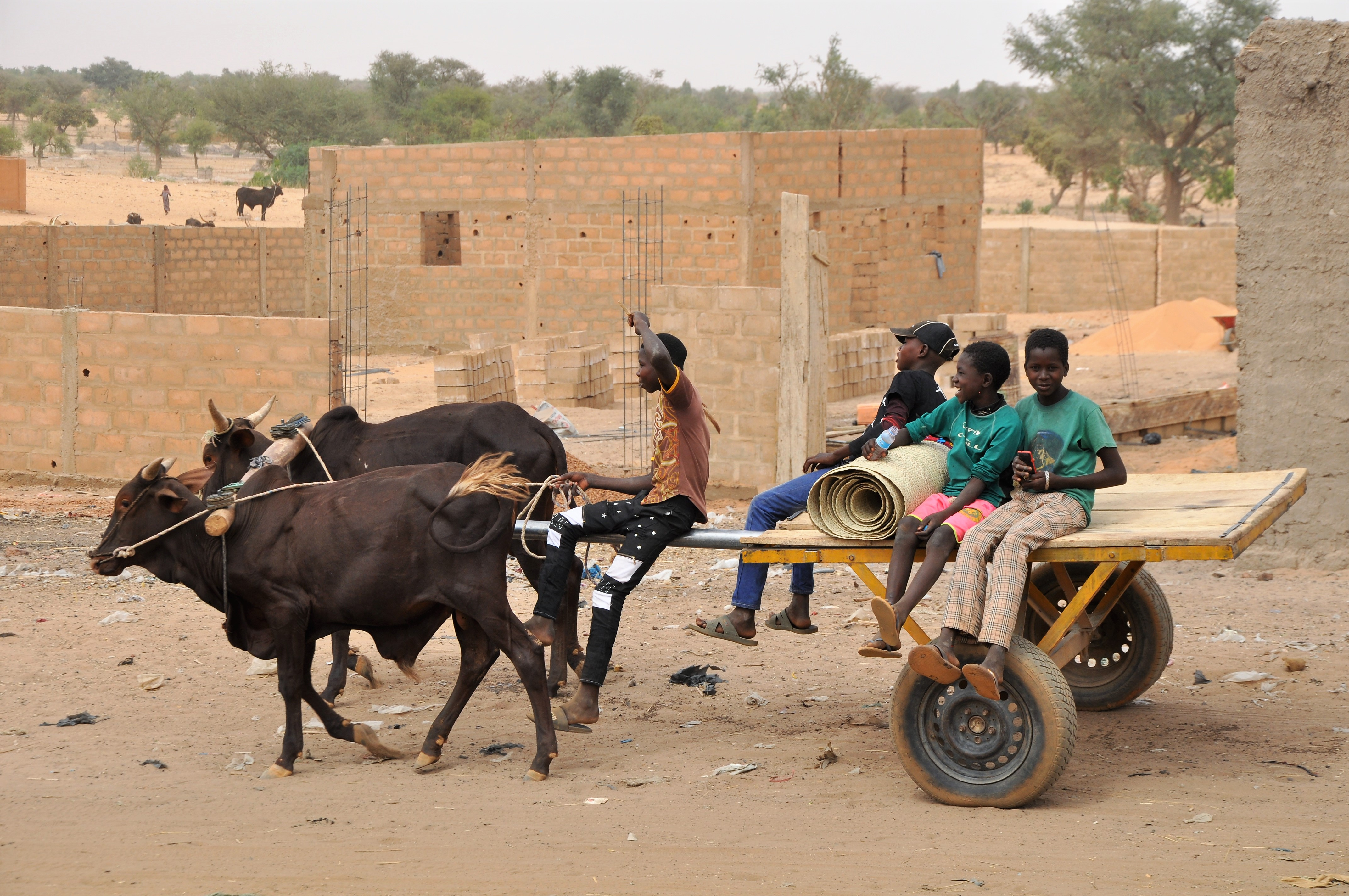
Buben auf einem Ochsenkarren in N’Gonga (2019)

Bei der Volkszählung 2012 hatte die Landgemeinde 27.609 Einwohner, die in 3605 Haushalten lebten. Bei der Volkszählung 2001 betrug die Einwohnerzahl 20.489 in 2692 Haushalten.
Im Hauptort lebten bei der Volkszählung 2012 1503 Einwohner in 195 Haushalten, bei der Volkszählung 2001 990 in 130 Haushalten und bei der Volkszählung 1988 811 in 97 Haushalten.
In ethnischer Hinsicht ist die Gemeinde ein Siedlungsgebiet von Zarma und Fulbe.

## Politik
Der Gemeinderat (conseil municipal) hat 12 gewählte Mitglieder. Mit den Kommunalwahlen 2020 sind die Sitze im Gemeinderat wie folgt verteilt: 7 PNDS-Tarayya, 4 MODEN-FA Lumana Africa und 1 ANDP-Zaman Lahiya.
Jeweils ein traditioneller Ortsvorsteher (chef traditionnel) steht an der Spitze der 28 Dörfer in der Gemeinde, darunter der Hauptort.

## Wirtschaft und Infrastruktur

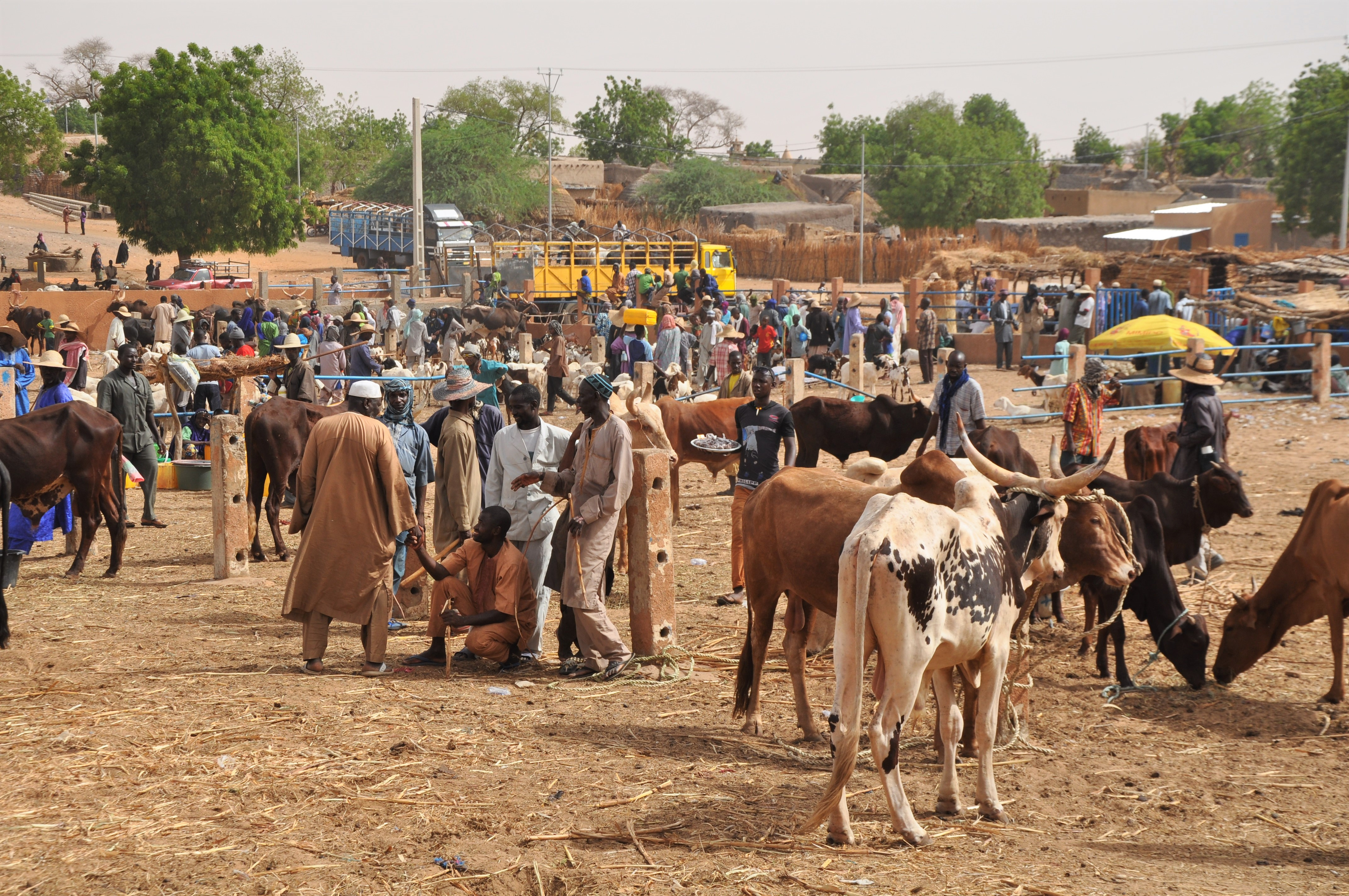
Viehmarkt in N’Gonga (2019)

Die Gemeinde liegt in einer Zone, in der Regenfeldbau betrieben wird. In N’Gonga wird ein Viehmarkt abgehalten. Der Markttag ist Samstag. Im Dorf Kalla Pathé befindet sich ein Stützpunkt des staatlichen agronomischen Forschungsinstituts Institut National de Recherches Agronomiques du Niger (INRAN).
Im Dorf Tinoma ist ein Gesundheitszentrum des Typs Centre de Santé Intégré (CSI) vorhanden. Der CEG N’Gonga und der im Dorf Louloudjé Djerma gelegene CEG Louloudjé sind allgemein bildende Schulen der Sekundarstufe des Typs Collège d’Enseignement Général (CEG). Das Berufsausbildungszentrum Centre de Formation aux Métiers de N’Gonga (CFM N’Gonga) bietet Lehrgänge in Landwirtschaftsmechanik, Tischlerei und Schneiderei an. Beim Centre de Formation aux Métiers de Kanaré (CFM Kanaré) handelt es sich um ein Berufsausbildungszentrum im Dorf Kanaré.
Durch die Gemeinde, unter anderem durch den Hauptort, verläuft die Nationalstraße 35 zwischen Gaya und Winditane. Durch das Dorf Kanaré führt die Landstraße RR3-005 zwischen Kodo und Harikanassou.

## Persönlichkeiten
- Yayé Garba (1957–2013), Offizier
- Ousséini Tinni (* 1954), Politiker und Diplomat